# هوگو کامپاینارو
هوگو کامپاینارو (اسپانیایی: Hugo Campagnaro‎) (زاده ۲۷ ژوئن ۱۹۸۰)، یک مدافع فوتبال سابق اهل آرژانتین است.